# Котките
„Котките“ (на английски: Cats) е мюзикъл от 2019 г., базиран на едноименния мюзикъл от Андрю Лойд Уебър през 1981 г. и книгата Old Possum's Book of Practical Cats през 1939 г., написана от Томас Стърнз Елиът. Филмът е режисиран от Том Хупър в неговия втори пълнометражен мюзикъл след „Клетниците“ (2012), по сценарий на Лий Хол и Хупър. Във филма участват Джеймс Кордън, Джуди Денч, Джейсън Деруло, Идрис Елба, Дженифър Хъдсън, Иън Маккелън, Тейлър Суифт, Ребъл Уилсън и Франческа Хейуорд.
Снимачният процес на филма се провежда от декември 2018 г. до април 2019 г. Премиерата на филма е във Великобритания и САЩ на 20 декември 2019 г. от „Юнивърсъл Пикчърс“.